# شهرک صنعتی (عباس‌آباد)
شهرک صنعتی، روستایی است از توابع بخش عباس‌آباد شهرستان تنکابن در استان مازندران ایران.

## جمعیت
این روستا در دهستان کلارآباد قرار دارد و براساس سرشماری مرکز آمار ایران در سال ۱۳۸۵، جمعیت آن ۴۱ نفر (۱۳خانوار) بوده‌است. مردم شهرک صنعتی از قومیت طبری هستند مردم شهرک صنعتی  به زبان طبری (مازندرانی) سخن می‌گویند.